# Euphorbia tehuacana
Euphorbia tehuacana es una especie fanerógama de la familia Euphorbiaceae. Es un arbusto de 1 a 2 m de alto, muy ramificado desde la base, con los tallos suculentos, pierde las hojas en cierta época del año (caducifolio). Las flores se encuentran concentradas en ciatios. El fruto es una cápsula de hasta 1.6 cm de largo y 2 cm de diámetro, globosa, de color rosado a blanquecino. Las semillas miden hasta 7 mm de largo y 6 mm de diámetro, de forma ovoide y de color blanco-grisáceo o pardo.

## Clasificación y descripción
Arbusto de 1 a 2 m de alto, muy ramificado desde la base, tallos suculentos, caducifolio, con látex verde amarillento o amarillo-cremoso. Tallos adultos de 2 a 3 cm de diámetro en la base. Hojas subsésiles, pecíolo de 2 mm de largo o menor y 2 mm de ancho; lámina de hasta 6 cm de longitud y 2.5 cm de ancho, oblonga u oblanceolada, coriácea, haz y envés tomentosos. Dicasios apicales hasta seis veces dicótomos; brácteas de 8 a 25 mm de largo y 5 a 15 mm de ancho, ovadas, persistentes, de color rosado, ápice agudo. Ciatios sésiles o con pedúnculo,1 mm largo o menor; involucro de color rosado, tomentoso a piloso; tubo involucral de 7 a 8 mm de largo, hendido; glándulas cuatro, dos medias y dos laterales. Flores estaminadas con pedicelos 5-8 mm de longitud, glabros; estambres con filamento de  2.5 mm de largo. Flor pistilada con pedicelo de 11-13 mm de largo, tomentuloso; ovario esferoide de cerca de 2 mm de diámetro, tomentoso. Cápsula 7-16 mm de largo y 8-20 mm de diámetro, globosa, de color rosado a blanquecino, mesocarpo esponjoso o esclerificado. Semillas 5-7 mm de largo y 4-6 mm de diámetro, ovoides, testa lisa, blanco-grisácea o parda.

## Distribución
Esta especie es endémica de México. Se localiza en el valle de Tehuacán–Cuicatlán, en los  estados de Oaxaca y Puebla.

## Ambiente
Se desarrolla en matorrales xerofíticos, bosque espinoso y bosque tropical caducifolio, en planicies secas, pie de monte y laderas. En suelos de origen calcáreo, en un rango altitudinal que va de los 600 a los 1960 m s. n. m.

## Estado de conservación
En México esta especie se encuentra listada en la NOM-059-SEMARNAT-2010 en la categoría Amenazada (A). En la Unión Internacional para la Conservación de la Naturaleza (UICN) aparece bajo la categoría de No Evaluada (NE). Al ser una especie amenazada en México, se halla regulada bajo el Código Penal Federal, la Ley General del Equilibrio Ecológico y Protección al Ambiente, y la Ley General de Vida Silvestre